# Karlo Stipanić
Karlo Stipanić, född 8 december 1941 i Crikvenica, är en före detta jugoslavisk vattenpolomålvakt. Han tog OS-silver 1964 och OS-guld 1968 med Jugoslaviens landslag.
Stipanić spelade fyra matcher i den olympiska vattenpoloturneringen i Tokyo där Jugoslavien tog silver. Han spelade sedan nio matcher i den olympiska vattenpoloturneringen i Mexico City som Jugoslavien vann och ytterligare nio matcher i den olympiska vattenpoloturneringen i München där Jugoslavien var femma.